# Ethnologue
The Ethnologue: Languages of the World (l'etnòleg: llengües del món) és una publicació, inicialment en llibre i actualment en base web que en la seva 18a edició (2015) contenia estadístiques de 7.469 llengües i dialectes. D'elles, 7.102 són classificades com a vives i 367 són classificades com extingides. Fins a la 16a edició en 2009, la publicació editava un volum imprès. Ethnologue proporciona informació sobre el nombre de parlants, la ubicació, dialectes, filiació lingüística, la disponibilitat d'edicions de la Bíblia en cada llengua i dialecte descrits, i una estimació de la viabilitat lingüística mitjançant l'Escala Gradual Ampliada d'Interrupció Intergeneracional (EGIDS).
La publicació és força respectada i àmpliament utilitzada pels lingüistes. Des de desembre de 2015, els usuaris que en refereixen a més de set pàgines al mes estan obligats a pagar subscripció.

## Informació general
Ethnologue és publicada per SIL International (abans coneguda com a Summer Institute of Linguistics), una organització lingüística cristiana amb seu a Dallas, Texas. L'organització estudia nombrosos idiomes minoritaris per tal de facilitar el desenvolupament del llenguatge i treballar amb els parlants d'aqueixes comunitats lingüístiques en la traducció de parts de la Bíblia a la seva llengua.
Què defineix com a llengua depèn de l'avaluació sociolingüística; com diu el prefaci d'Ethnologue: "No tots els estudiosos comparteixen el conjunt de criteris sami pel que constitueix la seva "llengua" i quines característiques defineixen un dialecte." Ethnologue segueix a criteris lingüístics generals, basats principalment en la intel·ligibilitat mútua. Les característiques compartides d'intel·ligibilitat del llenguatge són complexes, i en general inclouen evidències etimològiques i gramaticals acordades per experts.
A més de l'elecció d'un nom principal per a una llengua, Ethnologue ofereix alguns dels noms que els donen els seus parlants, governs, estrangers i veïns, i també descriu com ha estat anomenada i referenciada històricament, independentment del que la designació sigui considerada oficial, políticament correcta o ofensiva.
El 1984 Ethnologue va idear un sistema de codis de tres lletres, anomenat "codi SIL", per tal d'identificar cada idioma descrit. Aquest conjunt de codis significativament excedeix l'abast de les normes anteriors, per exemple, ISO 639-1. La 14a edició, publicada en 2000, incloïa 7.148 codis de llengua.
En 2002 l'Organització Internacional per a l'Estandardització (ISO) va demanar Ethnologue que hi integrés els seus codis en un projecte de norma internacional. La 15a edició d'Ethnologhe ha estat la primera a usar aquesta norma, anomenada ISO 639-3, i des d'aleshores Ethnologue utilitza aquesta norma per a determinar què és una llengua. Tanmateix, encara hi ha un nombre molt petit de casos on Ethnologue i la norma lingüística ISO són diferents. Per exemple, ISO considera l'àkan una macrollengua que consta de dos idiomes diferents, Twi i fante, mentre que Ethnologue considera twi i fante dialectes d'una mateixa llengua (àkan).
En la 17a edició Ethnologue va introduir un codi numèric per a la situació de l'idioma amb un marc anomenat EGIDS (Escala Gradual Ampliada d'Interrupció Intergeneracional), una elaboració dels GIDS (Escala Gradual d'Interrupció Intergeneracional) de Joshua Fishman, qui gradua una llengua des de 0 per a una llengua mundial fins a 10 per a una llengua extingida, és a dir, una llengua amb qui ningú manté sentit d'identitat ètnica.

## Edicions
Cada any es publica una nova edició d'Ethnologue. Al 2022 s'arribà a la 25a edició.
| Edició | Data               | Editor                  | Notes                                                                    |
| ------ | ------------------ | ----------------------- | ------------------------------------------------------------------------ |
| 1      | 1951               | Richard S. Pittman      | 10 pàgines mimeografiades; 40 llengües                                   |
| 2      | 1951               | Pittman                 |                                                                          |
| 3      | 1952               | Pittman                 |                                                                          |
| 4      | 1953               | Pittman                 | primera en incloure mapes                                                |
| 5      | 1958               | Pittman                 | primera edició en format llibre                                          |
| 6      | 1965               | Pittman                 |                                                                          |
| 7      | 1969               | Pittman                 | 4.493 llengües                                                           |
| 8      | 1974               | Barbara Grimes          | [ 20 ]                                                                   |
| 9      | 1978               | Grimes                  |                                                                          |
| 10     | 1984               | Grimes                  | Inclou els primers codis SIL                                             |
| 11     | 1988               | Grimes                  | 6.253 llengües                                                           |
| 12     | 1992               | Grimes                  | 6.662 llengües                                                           |
| 13     | 1996               | Grimes                  | 6.883 llengües                                                           |
| 14     | 2000               | Grimes                  | 6.809 llengües                                                           |
| 15     | 2005               | Raymond G. Gordon, Jr.  | 6.912 llengües; projecte de norma ISO; primera edició amb mapes en color |
| 16     | 2009               | M. Paul Lewis           | 6.909 llengües                                                           |
| 17     | 2013, updated 2014 | Lewis, Simons, & Fennig | 7.106 llengües vives                                                     |
| 18     | 2015               | Lewis, Simons, & Fennig | 7.102 llengües vives; 7.472 en total                                     |
| 19     | 2016               | Gary Simons             | 7.097 llengües vives                                                     |
| 20     | 2017               | Gary Simons             | 7.099 llengües vives                                                     |
| 21     | 2018               | Gary Simons             | 7.097 llengües vives                                                     |
| 22     | 2019               | Gary Simons             | 7.111 llengües vives                                                     |
| 23     | 2020               | Gary Simons             | 7.117 llengües vives                                                     |
| 24     | 2021               | Gary Simons             | 7.139 llengües vives                                                     |
| 25     | 2022               | Gary Simons             | 7.151 llengües vives                                                     |

## Famílies lingüístiques
La 18a edició d'Ethnologue descriu 228 famílies lingüístiques (incloses 96 llengües aïllades) i sis categories tipològiques (llengües de signes, llengües criolles, pidgins, llengües mixtes, llengües planificades i llengües no classificades).

## Reputació
En 1986 William Bright, aleshores editor de Language: Journal of the Linguistic Society of America, va escriure d'Ethnologue que "és indispensable per a qualsevol plataforma de referència sobre les llengües del món". En 2008, a la mateixa publicació, Lyle Campbell i Verónica Grondona van dir: "Ethnologue... s'ha convertit en la norma de referència i la seva utilitat és difícil d'estimar." Tanmateix, en 2015, Harald Hammarström va afegir una advertència en aquesta positivitat. "Tot i que centenars de llengües no essencials i perdudes hi poden estar documentades", va escriure, "en l'actualitat continua sent millor que qualsevol altre treball no derivats de l'àmbit dami, en tots els aspectes llevat en un. Ethnologue no dona a conèixer les fonts de la informació presentada, en contradicció amb els principis científics establerts".
S'ha discutit ocasionalment la neutralitat dels criteris científics usats per Ethnologue, especialment en el que es relaciona amb la Bíblia i les religions del Llibre. Un cas destacat és la classificació de l'àrab al costat de l'hebreu com a part dels llenguatges semítics centrals del sud, distingint-los de l'arameu, mentre que el consens acadèmic tendeix a veure com més propers a l'hebreu i a l'arameu.
Ethnologue no pot deixar de contenir alguns errors, com és inevitable en una iniciativa d'aquesta magnitud. Per exemple, en preparar la 14a edició s'hi han afegit llengües com el Chenoua mentre que s'hi han suprimit altres llengües suposades com el Nemadi o el Wutana.